# ملاحسن (گوله)
ملاحسن (به ترکی استانبولی: Mollahasan) یک منطقهٔ مسکونی در ترکیه است که در گوله (شهر) واقع شده‌است. ملاحسن ۳۴۰ نفر جمعیت دارد و ۲٬۰۴۴ متر بالاتر از سطح دریا واقع شده‌است.